# 추종호
추종호(1960년 1월 22일 ~ )는 대한민국의 전직 축구 선수이다. 현역 시절 포지션은 미드필더였다.

## 선수 경력
추종호는 1984시즌을 앞두고 현대 호랑이에 입단했다. 1984년 7월 8일 열린 한일은행 축구단과의 경기에서 K리그 데뷔골을 기록했다.
1986시즌을 앞두고 유공 코끼리로 이적했다.